# Apomecyna kivuensis
Apomecyna kivuensis là một loài bọ cánh cứng trong họ Cerambycidae.